# HD 82523
HD 82523，又名BD+29 1913，SAO 80900、HR 3792，是一颗恒星，视星等为6.53，位于銀經199.29，銀緯46.46，其B1900.0坐标为赤經9h 27m 27s，赤緯+28° 46.46′ 40″。